# Kamešnica (Gebirge)
Die Kamešnica ist ein Gebirge teils im Westen Bosnien-Herzegowinas teils im kroatischen Dalmatien. Als Ausläufer des Dinara-Gebirges erstreckt sie sich von Nordwesten bei Vaganj (1173 m) bis zum Stausee Buško jezero. Zu Bosnien-Herzegowina gehört der größte Teil der Kamešnica sowie der Konj (dt. Pferd), deren höchste Erhebung mit 1856 m ü. M. Bei klarem Wetter bietet sie einen hervorragenden Ausblick auf Bosnien und Kroatien, sogar adriatische Inseln sind erkennbar.
Wegen der geographischen Gegebenheiten bevölkern die Kamešnica viele verschiedene Tierarten. Sie weist viele Wanderwege und teilweise tiefe Höhlen auf. Im nördlichen Teil ist das Ökosystem vollständig erhalten, was nicht zuletzt auf die Unzugänglichkeit dieses Gebietes zurückzuführen ist. Zudem ist das Gebirge zumeist mit dichtem Wald umrandet. Sechs bis sieben Monate im Jahr sind dessen höchsten Teile schneebedeckt.